# Dãy núi Pamir
Dãy núi Pamir là một dãy núi nằm tại Trung Á, được tạo thành từ sự nối liền hay điểm nút của các dãy núi Thiên Sơn, Khách Lạt Côn Lôn, Côn Lôn và Hưng Đô Khố Thập. Dãy núi này là một trong các dãy núi cao nhất thế giới. Dãy núi này được biết đến trong tiếng Trung như là Thông Lĩnh (葱嶺) tức 'núi củ hành'.
Khu vực Pamir có trung tâm nằm trong tỉnh Gorno-Badakhshan của Tajikistan. Các phần của dãy núi Pamir cũng nằm trong các quốc gia khác như Kyrgyzstan, Afghanistan, Pakistan. Phía nam của Gorno-Badakhshan, hành lang Wakhan chạy dọc theo khu vực Pamir, cũng bao gồm các phần xa nhất về phía bắc của tỉnh Biên giới Tây-Bắc và của Địa khu Bắc Bộ đều thuộc Pakistan.

## Địa lý
Ba đỉnh núi cao nhất của dãy núi Pamir là Ismoil Somoni (từ 1932 tới 1962 gọi là đỉnh Stalin, từ 1962 tới 1998 là đỉnh Cộng sản) với độ cao 7.495 m (24.590 ft); đỉnh Ibn Sina (tên gọi không chính thức là đỉnh Lenin) với độ cao 7.134 m (23.406 ft); và đỉnh Korzhenevskaya với độ cao 7.105 m (23.310 ft)
Có nhiều sông băng trong khu vực dãy núi Pamir, bao gồm sông băng Fedchenko dài 77 km (48 dặm Anh), con sông băng dài nhất tại Liên Xô cũ và là sông băng dài nhất ngoài phạm vi hai vùng địa cực.

## Khí hậu
Bị tuyết che phủ trong suốt cả năm, khu vực dãy núi Pamir có mùa đông kéo dài và lạnh lẽo và mùa hè ngắn nhưng mát mẻ. Lượng giáng thủy hàng năm đạt khoảng 130 mm (5 inch), đủ hỗ trợ cho sự phát triển của các đồng cỏ nhưng có rất ít cây thân gỗ.

## Kinh tế
Than đá được khai thác ở miền tây, nhưng ngành mục súc chăn nuôi cừu tại các bãi cỏ miền núi vẫn là nguồn thu nhập chính của khu vực này.

## Phát hiện

Bản đồ chỉ ra vị trí của dãy núi Pamir

Trong đầu thập niên 1980, một mỏ clinohumit chất lượng đá quý đã được phát hiện trong khu vực dãy núi Pamir. Nó là loại trầm tích duy nhất đã biết cho tới khi phát hiện ra mỏ khoáng vật chất lượng đá quý tại Taymyr của Siberi vào năm 2000.

## Vận tải
Ở rìa đông nam của khu vực Pamir tại Trung Quốc, đường cao tốc Karakoram, đường cao tốc quốc tế cao nhất trên thế giới, nối liền Pakistan với Trung Quốc. Đường cao tốc Pamir, đường cao tốc cao thứ hai thế giới, chạy từ Dushanbe ở Tajikistan tới Osh ở Kyrgyzstan ngang qua tỉnh tự trị Gorno-Badakhshan và nó là hành trình cung cấp chính của khu vực cô lập này. Con đường tơ lụa thời cổ đại đi qua một loạt các núi của dãy núi Pamir

## Vị trí chiến lược

Đỉnh Ismoil Somoni chụp năm 1989 (khi đó có tên là đỉnh Cộng sản).

Về mặt lịch sử, dãy núi Pamir từng được coi là hành trình thương mại chiến lược giữa Kashgar và Kokand trên Con đường tơ lụa phía bắc và đã từng là mục tiêu của nhiều vụ tranh giành lãnh thổ. Con đường tơ lụa phía bắc (dài khoảng 2.600 km) nối liền kinh đô cổ đại của Trung Quốc là Tây An với phía tây, vượt qua dãy núi Pamir tới Khách Thập trước khi nối với Parthia cổ đại. Trong thế kỷ 20, dãy núi này là nơi diễn ra cuộc nội chiến Tajikistan, biên giới tranh chấp giữa Trung Quốc và Liên Xô, nơi thiết lập các căn cứ quân sự của Liên Xô cũ, Nga, Ấn Độ, và sự tái quan tâm tới phát triển thương mại và khai thác tài nguyên.